# Achraf Dari
Achraf Dari (ur. 6 maja 1999 w Casablance) – marokański piłkarz, występujący na pozycji obrońcy w egipskim klubie Al-Ahly Kair oraz w reprezentacji Maroka. Brązowy medalista Mistrzostw Świata 2022, na których zdobył jednego gola.

## Statystyki

### Klubowe
Na podstawie:
| Klub              | Sezonów | Liga    | Liga  | Liga   | Puchar krajowy | Puchar krajowy | Kontynentalne | Kontynentalne | Suma  | Suma   |
| Klub              | Sezonów | Liga    | Mecze | Bramki | Mecze          | Bramki         | Mecze         | Bramki        | Mecze | Bramki |
| ----------------- | ------- | ------- | ----- | ------ | -------------- | -------------- | ------------- | ------------- | ----- | ------ |
| Wydad Casablanca  | 5       | GNF 1   | 90    | 8      | 10             | 0              | 40            | 3             | 140   | 11     |
| Stade Brestois 29 | 2       | Ligue 1 | 21    | 1      | 2              | 0              | –             | –             | 23    | 1      |
|                   | Łącznie | Łącznie | 111   | 9      | 12             | 0              | 40            | 3             | 163   | 12     |

### Reprezentacyjne
Na podstawie:
| Występy i gole w reprezentacji | Występy i gole w reprezentacji | Występy i gole w reprezentacji | Występy i gole w reprezentacji | Występy i gole w reprezentacji | Występy i gole w reprezentacji | Występy i gole w reprezentacji | Występy i gole w reprezentacji | Występy i gole w reprezentacji |
| Lp.                            | Data                           | Miasto                         | Przeciwnik                     | Wynik                          | Czas                           | Gole                           | Inne                           | Rozgrywki                      |
| ------------------------------ | ------------------------------ | ------------------------------ | ------------------------------ | ------------------------------ | ------------------------------ | ------------------------------ | ------------------------------ | ------------------------------ |
| 1.                             | 07.12.2021                     | Doha                           | Słowenia                       | 1:0 (1:0)                      | 1'–90'                         |                                |                                | Puchar Narodów Arabskich 2021  |
| 2.                             | 13.06.2022                     | Casablanca                     | Liberia                        | 2:0 (0:0)                      | 46'–90'                        |                                |                                | Eliminacje MŚ 2022             |
| 3.                             | 23.09.2022                     | Barcelona                      | Chile                          | 2:0 (0:0)                      | 1'–90'                         |                                |                                | mecz towarzyski                |
| 4.                             | 27.09.2022                     | Sewilla                        | Paragwaj                       | 0:0                            | 1'–90'                         |                                |                                | mecz towarzyski                |
| 5.                             | 10.12.2022                     | Doha                           | Portugalia                     | 1:0 (1:0)                      | 57'–90'                        |                                | 70'                            | Mistrzostwa Świata 2022        |
| 6.                             | 14.12.2022                     | Al-Chaur                       | Francja                        | 0:2 (0:1)                      | 1'–90'                         |                                |                                | Mistrzostwa Świata 2022        |
| 7.                             | 17.12.2022                     | Doha                           | Chorwacja                      | 1:2 (1:2)                      | 1'–64'                         | 1                              |                                | Mistrzostwa Świata 2022        |

## Sukcesy
Na podstawie:

### Klubowe
Z Wydadem:
- Liga Mistrzów CAF 2021/22
- Mistrz Maroka 2018/19, 2020/21, 2021/22